# Leptochiton thandari
Leptochiton thandari är en blötdjursart som beskrevs av Boris I. Sirenko 200. Leptochiton thandari ingår i släktet Leptochiton och familjen Leptochitonidae. Inga underarter finns listade i Catalogue of Life.